# Bataille de Tara Hill
Rébellion irlandaise
Batailles
- Ballymore-Eustace
- Naas
- Prosperous
- Kilcullen
- Carlow
- Harrow
- Tara Hill
- Oulart Hill
- Enniscorthy
- Newtownmountkennedy
- Three Rocks
- Bunclody
- Tuberneering
- New Ross
- Antrim
- Arklow
- Saintfield
- Ballynahinch
- Duncairn
- Ovidstown
- Foulksmills
- Vinegar Hill
- Ballyellis

- 1er Killala
- Ballina
- Castlebar
- Collooney
- Ballinamuck
- 2e Killala
- Île de Toraigh

La bataille de Tara Hill se déroula lors de la Rébellion irlandaise de 1798.

## La bataille
À la suite du début de la rébellion dans le proche comté de Kildare, les Irlandais Unis du comté de Meath se rebellent à leur tour et se rassemblent sur l'antique colline de Tara, choisi tant pour son symbolisme historique et culturel que pour sa position avantageuse pour surveiller les environs. Au petit matin ce sont 4 000 insurgés irlandais qui se réunissent au camp. Ils remportent un premier succès en battant un détachement d'un régiment de fencibles, en route pour Dublin, qui laisse tous ses bagages sur le terrain. Bien que les Irlandais Unis n'aient remporté qu'une victoire à la Pyrrhus, cette défaite est vécue comme une véritable humiliation par les fencibles qui rassemblent leurs forces principales et gagnent Tara avec la ferme intention de prendre leur revanche.
La Yeomanry contre-attaque, et sans perdre un instant les 400 à 700 hommes de la milice prennent d'assaut la colline de Tara défendue par les Irlandais Unis retranchés derrière les vieux murs et dans les fossés. Les Loyalistes rencontrent une plus grande résistance à proximité du sommet de la colline mais leur puissance de feu supérieure, suivie d'une charge à la baïonnette leur permet de l'emporter. 
Les insurgés sont dispersés et mis en fuite. Selon les rapports loyalistes, la ont 13 morts et 28 blessés, tandis que les rebelles comptent environ 350 morts. On releva dans les rangs des irlandais un nombre important de femmes dont une chef, Molly Weston, qui combattant à cheval, fut tuée lors de la bataille. Cette victoire britannique empêcha l'insurrection de s'étendre au nord du comté de Kildare.